# جزیره سمیونوفسکی
جزیره سمیونوفسکی (انگلیسی: Semyonovsky Island) یک جزیره در شمال استان یاقوتستان کشور روسیه است.